# Іона Глезна
Іо́на I Гле́зна (світське ім'я невідоме; рік народження невідомий — † 1494) — митрополит Київський, Галицький і всієї Русі у 1492–1494 роках.

## Життєпис
Походив зі шляхетського роду. Іона був посвячений у сан єпископа близько 1482 року. До 1488 (1492) року був архієпископом Полоцьким і Вітебським (1482–1488).
По смерті свого попередника, київського митрополита Симеона у 1488 році, очевидно, виконував його обов'язки. Був електом. 1492 року послав до константинопольського патріарха свого представника Йосифа Болгариновича, архімандрита Свято-Троїцького монастиря в Слуцьку, за благословенням. Яке той привіз у травні. У 1492 році на Соборі був обраний на престол Київської митрополії й зведений у сан митрополита Київського, Галицького і всієї Руси. 
Правління митрополита Іони було короткочасним, утім Київська митрополія мала відносний мир і свободу. За свідченням греко-католицьких письменників, цим спокоєм українська церква була зобов'язана прихильністю, якою митрополит Іона користувався у Казимира IV Ягеллончика. Дбав про розбудову храмів та монастирів, регулярно здійснював візити до Полоцька, Мінська, прагнув за допомогою православних князів і шляхти добитися поліпшення стану православної церкви в.
Митрополит Іона помер у жовтні 1494 року. Зі смертю становище Православної Церкви почало змінюватися на гірше.